# Guy Scherrer
Pour les articles homonymes, voir Scherrer.
Guy Scherrer, né le 11 juin 1943 à Mulhouse et mort le 14 décembre 2015 à La Chapelle-sur-Erdre, est un homme d'affaires et dirigeant sportif français, président du Football Club de Nantes de 1992 à 1996.

## Biographie
D'origine alsacienne, diplômé d'HEC, passé par  Harvard, il devient président-directeur général de la Biscuiterie nantaise (BN) en 1981. C'est lui qui donne un visage aux biscuits BN et les fait sourire. Il devient ensuite vice-président de la Chambre de commerce et d'industrie de Nantes.
Il est nommé en 1992 à la présidence du club du Football Club de Nantes. 
L'épilogue de la présidence de Max Bouyer est en effet à la hauteur des errements de ce dernier, un déficit de 36 millions de francs ayant été révélé en janvier 1991, le club ne parvient pas à rétablir l'équilibre financier malgré la vente des meilleurs joueurs (Paul Le Guen au PSG, Christophe Robert à Monaco), le club doit rendre des comptes en fin de saison devant la DNCG : le déficit s'élève cette fois à plus de 60 millions de francs. Rétrogradé administrativement en D2, le club est repêché quinze jours plus tard grâce à un plan de sauvetage présenté par la mairie avec la collaboration du département et de la région. Le club est scindé en deux entités, l'association FC Nantes d'une part (encadrant le centre de formation) et une SAOS d'autre part (pour le club professionnel proprement dit). Le président Bouyer doit présenter sa démission et est remplacé par Guy Scherrer.
La saison 1992-1993 se déroule sous le signe du renouveau : l'équipe nantaise met en avant de jeunes joueurs formés au club (Patrice Loko, Reynald Pedros, Christian Karembeu, Nicolas Ouédec, Laurent Guyot, Jean-Michel Ferri) et des recrues embauchées pour leur potentiel afin qu'elles se révèlent sous le maillot nantais (Japhet N'Doram, Claude Makelele, Serge Le Dizet). Les résultats répondent aux attentes, en championnat d'abord grâce à une cinquième place qualificative en coupe UEFA, en coupe de France ensuite puisque le FCN parvient en finale. Malheureusement, face au PSG, dix ans après la précédente et somptueuse finale entre les deux clubs, les jeunes Canaris sont victimes de leur inexpérience en seconde mi-temps : les événements s'emballent lorsque l'arbitre siffle un penalty généreux pour les Parisiens. Les Nantais subissent trois expulsions (Karembeu, Vulić et Lima) et sont largement battus 3-0. Le bilan de saison est toutefois positif.
La saison 1994-1995 est une année de records : 32 matches consécutifs sans défaite, meilleure attaque (71 buts marqués), meilleure défense (34 buts encaissés), deux places sur le podium des meilleurs buteurs (Patrice Loko premier avec 22 buts, Nicolas Ouédec troisième avec 18 buts, derrière le Havrais Alain Caveglia, 20 buts) et meilleur entraîneur élu en la personne de Jean-Claude Suaudeau. 
Le début de saison 1996-1997 du FC Nantes Atlantique est catastrophique avec dix matches sans victoire à l'entame du championnat. Le public furieux se retourne contre la direction du club et le recrutement de Robert Budzynski. Le président Guy Scherrer démissionne le 30 octobre 1996, remplacé par Jean-René Toumelin.